# سید یوسف هاشمی
سیدیوسف هاشمی از سیاستمداران ایرانی بود، که در دوره‌  بیستم بعنوان نماینده سرآب در مجلس شورای ملی حضور داشت.